# Non sa che sia dolore
Non sa che sia dolore (BWV 209) ist eine weltliche Kantate von Johann Sebastian Bach, die er aus unbekanntem Anlass im Jahr 1747 in Leipzig aufführte. Zusammen mit Amore traditore (BWV 203) ist dies eine der beiden einzigen Vertonungen Bachs eines italienischen Textes.

## Geschichte und Text
Bach komponierte diese Kantate für den Abschied einer Persönlichkeit aus der Leipziger Gelehrtenwelt. Dabei könnte es sich um Lorenz Albrecht Beck (1723–1768) handeln, oder auch um Johann Matthias Gesner. Der Librettist ist nicht bekannt.

## Besetzung und Aufbau
Das Werk ist für eine Solostimme (Sopran) geschrieben und ist mit einer Traversflöte, zwei Violinen, einer Viola und dem Generalbass besetzt.
Die Kantate hat fünf Sätze:
1. Sinfonie
2. Rezitativ: Non sa che sia dolore
3. Arie: Parti pur e con dolore
4. Rezitativ: Tuo saver al tempo e l’età contrasta
5. Arie: Ricetti gramezza e pavento

## Musik
Bach könnte die Eröffnungssinfonie in h-Moll von einem älteren Konzert abgeleitet haben. Es enthält eine barocke „weinende Figur“. Das erste Rezitativ verwendet die Tonalität, um die Bedeutung des „quasi-philosophischen“ Textes zu unterstreichen. Die folgende Da-capo-Arie ist in e-Moll und enthält eine obligate Flötenstimme. Im zweiten Rezitativ, einem kurzen Secco-Rezitativ, das in scharfem Kontrast zur endgültigen „überschwänglich großen“ Da capo-Arie steht, erscheint der Name der Stadt Ansbach.

## Aufnahmen
- Orchestra of the Bach Guild, Anton Heiller. J.S. Bach: Cantata Nr. 51; Cantata Nr. 209. Amadeo, 1952
- Cologne Soloists Ensemble, Helmut Müller-Brühl. Maria Stader singt Kantaten von Johann Sebastian Bach. Pelca, 1965
- Gewandhausorchester Leipzig, Gerhard Bosse. J.S. Bach: Kantate BWV 199 / Kantate BWV 209. Eterna, 1969
- Academy of St Martin in the Fields, Neville Marriner. Bach Cantatas. EMI Group, 1973
- Kammerorchester Berlin, Peter Schreier. J.S. Bach: Kantaten: Kantate BWV 36c / Kantate BWV 209. Eterna, 1981
- Amsterdam Baroque Orchestra & Choir, Ton Koopman. J.S. Bach: Complete Cantatas Vol. 4. Erato Records, 1996
- The Bach Ensemble, Joshua Rifkin. J.S. Bach: Weichet nur betrübte Schatten "Hochzeitskantate". Decca Records, 1989